# Ellinwood (Kansas)
Pour les articles homonymes, voir Ellinwood.
Ellinwood est une ville américaine située dans le comté de Barton, au Kansas. Selon le recensement de 2020, sa population est de 2 011 habitants.